# Rico Lieder
Rico Lieder, född den 25 september 1971 i Burgstädt i Östtyskland, är en tysk före detta friidrottare som tävlade i kortdistanslöpning. Under början av sin karriär tävlade han för Östtyskland.
Lieder tävlade främst på 400 meter. Han blev bronsmedaljör vid inomhus-EM 1994 och han slutade fyra vid inomhus-VM 1993. Som en del av tyska och östtyska stafettlag på 4 x 400 meter hade han stora framgångar. Han vann VM-guld inomhus 1991 och blev bronsmedaljör vid VM 1993 och EM 1990.

## Personliga rekord
- 400 meter - 45,66 från 1993